# 大眼蛙
大眼蛙（Kero Kero Keroppi），又叫可洛比，是日本三麗鷗公司創造的一隻以大眼睛的綠蛙造型的男性卡通形象，於1988年7月10日誕生，設計者是地井明子，也是布丁狗的設計者 。
主角可洛比是一隻青蛙，有著大眼睛和一張 V 形的嘴。

## 簡介
Keroppi 的姓是 Hasunoue、他喜歡游泳、棒球、飛旋鏢、演奏樂器和唱歌，並且願意向朋友們分享玩樂的趣味。他勇於冒險及面對挑戰，對於逆境及挫折絕不畏縮，並以迅速時間作出適應及應對。他與 Pikki (他的姐妹)、Koroppi (他的兄弟)、他的母親（主婦和一位專業廚師），與及他的父親（醫生）居住在甜圈圈池 (Donut Pond) 旁的的一間 KeroKero 房子，附近有一條木橋連接池塘和甜圈圈池其他地方。

## 資料
- 名稱: Keroppi（日語：けろけろけろっぴ）（大眼蛙/可洛比）
- 生日: 1988/7/10
- 物種：蛙
- 生肖: 龍
- 性別: 男
- 星座：巨蟹座
- 居住地：甜甜圈池塘小島的Kerokero House
- 個性：喜歡冒險，超有元氣！是甜甜圈池塘的大明星
- 特技：游泳（不太擅長蛙式，但仰式很拿手）、唱歌也很好聽

## 大眼蛙的朋友&家人
- Pikki - Keroppi 的三胞胎的長女。她喜歡爬樹和烹飪，經常協助她的媽媽餐館工作。再者，她是一位褓母，能說出鎮上所有出生小孩的名字。
- Koroppi - 最年輕的三胞胎。面相與 KEROPPI 非常相似，使人時常混淆他們兩兄弟。處事勤力踏實，對機械研究充有熱忱，歌藝出眾。(在北美洲版本配音，他的名字是 Curtis）。
- Keroppa - Keroppi 的父親。他是 Hasunoue 醫院醫生，醫術精湛，能夠治療任何鎮上的居民。釣魚是他的嗜好。
- Keroma - Keroppi 的母親。她在鎮上擁有一家小餐館，是一位廚藝非常了得的廚師。她製作的飯糰十分美味，也使 Keroppi 進食後氣力大增。
- Kerojee - Keroppi 的祖父 / 爺爺。他喜歡說有趣的故事。
- Kerobah - Keroppi 的祖母 / 奶奶。她喜歡購物，對帽子特別鐘愛。
- Keroleen - Keroppi 的女朋友，也是 Keroppi 身邊唯一女孩。雖然她易於喜怒形於色，但懷著一顆善良的心，能夠緩和朋友間矛盾。她喜歡收集時尚衣裳和烹調。
- Ganta - Keroppi 身型最魁梧的朋友。他能夠把自己變成岩石。雖然他認為自己很堅強，但是害怕黑暗及畏高。
- Kyorosuke - Keroppi 身邊最高和最瘦的朋友，可以清楚看到距離 1.5 公里外的事物及東西，也可以游到海中深處。因此，他比其他同類更快接收更多更新事物。
- Noberun - 他是一個思想家。對科學及有關科學實驗相當熱衷，並希望繼承父親預測及研究天文氣象的科學專業。不過，他的體育表現相當拙劣。
- Keroppe - 他不是甜圈圈池的原居民，是從山後 Hyoutan（葫蘆）池塘搬來的。初到本鎮時，發生許多令朋友們發笑的糊塗事。他喜歡用野花製作玩具船和面具。
- Denden - 蝸牛，是時常陪伴 Keroppi 左右的好朋友。愛做白日夢及雨中玩耍。
- Teruteru - 晴天玩偶，也是時常陪伴 Keroppi 左右的好朋友。擁有預言未來天氣的能力。喜歡收集絲帶。(在北美洲版本配音，她的名字是 Ruby。)
- Chippi - Keroppi 的小表兄弟，喜歡草莓、觀看電視。